# Amina Hanim
Amina Hanim (tiếng Ả Rập: امینه هانم; tiếng Thổ Nhĩ Kỳ: Emine Hanım; 1770 - 1824) là công chúa đầu tiên của Muhammad Ali của Ai Cập, vị vua đầu tiên của triều đại Muhammad Ali.

## Đầu đời
Amina Hanim sinh năm 1770 tại Nusratli, Rumeli Eyalet. Bà là con gái của Nusretli Ali Agha, thống đốc của Kavala,  và là họ hàng của Chorbashi. Bà có hai anh em, Mustafa Pasha và Ali Pasha và ba chị em Maryam Hanim, Pakiza Hanim và Ifat Hanim.
Amina Hanim trước đó đã kết hôn hợp pháp với Ali Bey. Tuy nhiên, cuộc hôn nhân không được diễn ra vì chồng bà đã chết trước khi cặp đôi chung sống.

## Kết hôn
Amina Hanim kết hôn với Muhammad Ali của Ai Cập vào năm 1787, rất lâu trước khi ông trở thành Viceroy của Ai Cập, và vươn lên hàng ngũ của Pasha. Bà sinh được bốn người con trai sống sót đến tuổi trưởng thành, Ibrahim Pasha của Ai Cập, Ahmad Tusun Pasha, Isma'il Kamil Pasha, Abd al-Halim Bey, và hai cô con gái Tawhida Hanim và Khadija Nazli Hanim. Muhammad Ali rất thích bà và tôn trọng bà.
Amina Hanim đã không đi cùng Muhammd Ali đến Ai Cập, và sau khi được bổ nhiệm làm Viceroy vào năm 1805, bà và các con gái của mình đã sống trong một khoảng thời gian hai năm ở Istanbul, nơi họ đã hoàn toàn làm quen với văn hóa cung điện hoàng gia. Khi bà đến, và được sắp đặt trong hậu cung của Cung điện Thành cổ ở Cairo, vào năm 1808, Amina Hanim trở nên xa cách với Muhammad Ali, do có nhiều thê thiếp nô lệ mà ông có được.
Năm 1814, Amina Hanim thực hiện một cuộc hành hương, đi từ Jeddah đến Mecca với một đoàn gồm 500 con lạc đà chở người hầu, đoàn tùy tùng và hàng hóa của bà. Bà đã gặp được Muhammad Ali gặp Mina, một giai đoạn trong cuộc hành hương, trong một sự thừa nhận công khai về tình trạng rằng bà là người phối ngẫu đầu tiên. Do sự hoành tráng của đoàn hành hương và người bảo vệ của bà, và sự xa hoa của căn lều của bà, người dân địa phương được cho là đã gọi cô là "Nữ hoàng sông Nile".

## Tử vong
Amina Hanim qua đời vào năm 1824,   và được chôn cất tại Hosh al-Basha, lăng mộ của Imam-i Shafi'i ở Cairo.